# Показник ослаблення
Показник ослаблення (показник екстинкції) — величина, обернена до відстані, на якій потік випромінювання, що утворює паралельний пучок, зменшується через поглинання і розсіяння в середовищі в деяку заздалегідь обумовлену кількість разів. У принциповому плані ступінь ослаблення потоку випромінювання в даному визначенні можна вибирати будь-який, проте в науково-технічній, довідковій та нормативній літературі і в цілому на практиці використовуються два значення ступеня ослаблення: одне, що дорівнює 10, і інше — числу е. В загальному випадку показник ослаблення дорівнює сумі показника поглинання і показника розсіяння.

## Десятковий показник ослаблення
Якщо у визначенні показника ослаблення ступінь ослаблення вибрано рівним 10, то отриманий у результаті показник ослаблення {\displaystyle \mu } називають десятковим. У цьому випадку розрахунок здійснюється за формулою:
{\displaystyle \mu ={\frac {1}{l}}\log _{10}\left({\frac {\Phi _{0}}{\Phi (l)}}\right),}
де {\displaystyle \Phi _{0}} — потік випромінювання на вході в середовище, {\displaystyle \Phi (l)} — потік випромінювання після проходження ним у середовищі відстані {\displaystyle l} .
Відповідно вираз для {\displaystyle \Phi (l)} в такому випадку набуває вигляду:
{\displaystyle \Phi (l)=\Phi _{0}10^{-\mu l}.}
У диференціальній формі його можна записати так:
{\displaystyle d\Phi =-\ln(10)\mu \Phi (l)dl.}
тут {\displaystyle d\Phi } — зміна потоку випромінювання після проходження ним шару середовища з малою товщиною {\displaystyle dl}.
Десятковий показник ослаблення зручно використовувати під час виконання оптотехнічних розрахунків, зокрема, для визначення коефіцієнтів пропускання оптичних систем. Саме така форма показника ослаблення використовується в довідковій літературі, що стосується властивостей безбарвних оптичних стекол.

## Натуральний показник ослаблення
При використанні у визначенні показника ослаблення числа е отримують показник ослаблення {\displaystyle \mu '}, званий натуральним. Розрахунок при цьому проводиться за формулою:
{\displaystyle \mu '={\frac {1}{l}}\ln \left({\frac {\Phi _{0}}{\Phi (l)}}\right).}
Натуральний і десятковий показники поглинання пов'язані один з одним співвідношенням {\displaystyle \mu '=\ln(10)\mu } або приблизно {\displaystyle \mu '\approx 2.303\mu }. За використання натурального показника вираз для {\displaystyle \Phi (l)} набуває вигляду:
{\displaystyle \Phi (l)=\Phi _{0}e^{-\mu 'l}.}
Його вигляд у диференціальній формі такий:
{\displaystyle d\Phi =-\mu '\Phi (l)dl.}
Рівняння з натуральним показником ослаблення мають компактніший вигляд, ніж у разі використання десяткового показника поглинання, і не містять множника ln(10), що має «штучне» походження. Тому в наукових дослідженнях фундаментального характеру частіше використовують натуральний показник ослаблення.

## Одиниці вимірювання
В рамках Міжнародної системи одиниць (SI) вибір одиниць вимірювання визначається міркуваннями зручності і сформованими традиціями. Найширше використовуються обернені сантиметри (см−1) і обернені метри (м−1).
Після створення оптичних матеріалів з екстремально низькими втратами і подальшим розвитком волоконної оптики за одиницю вимірювання показника ослаблення стали використовувати дБ/км (dB/km). У цьому випадку розрахунок значень показника ослаблення здійснюється за формулою:
{\displaystyle \mu [dB/km]={\frac {10}{l}}\log _{10}\left({\frac {\Phi _{0}}{\Phi (l)}}\right),}
де {\displaystyle l} виражається в км.
Таким чином, дБ/км є в 106 разів дрібнішою одиницею, ніж см−1. Відповідно, якщо показник ослаблення матеріалу дорівнює 1 дБ/км, то це означає, що його десятковий показник ослаблення дорівнює 10−6 см−1.

## Про особливості термінології
Наявність близьких за звучанням термінів призводить до поширених неточностей і помилок у їх вживанні і, як наслідок, непорозумінь. Найчастіше змішуються поняття в таких парах різних за змістом термінів:
- Показник поглинання і показник ослаблення
- Показник поглинання і коефіцієнт поглинання
- Показник ослаблення і коефіцієнт ослаблення
- Десяткові показники поглинання і ослаблення та їх натуральні відповідники

Ситуація ускладнюється відмінностями в термінології, що використовується в українсько- та англомовній літературі. Зокрема, непорозуміння відбуваються через те, що в українській мові еквівалентом для «attenuation coefficient» є не співзвучний йому «коефіцієнт ослаблення», а «показник ослаблення». Аналогічно, еквівалентом англійського «absorption coefficient» є не коефіцієнт поглинання, а термін «показник поглинання».